# Kinnareemimus
Kinnareemimus – rodzaj teropoda należący do grupy ornitomimozaurów (Ornithomimosauria). Został opisany w oparciu o niekompletny szkielet pozaczaszkowy obejmujący kręgi, niekompletne kości łonowe i kość strzałkową, kości śródstopia oraz paliczki z dolnokredowych osadów formacji Sao Khua w prowincji Khon Kaen w północno-wschodniej Tajlandii.
Kinnareemimus osiągał niewielkie rozmiary. Budowa śródstopia wskazuje, że jest formą bardziej zaawansowaną niż geologicznie młodsze bazalne ornitomimozaury Garudimimus i Harpymimus, lecz mniej niż Archaeornithomimus. U Kinnareemimus nie występuje w pełni wykształcony arctometatarsus, a proksymalna część paliczka III nie jest w pełni ściśnięta paliczkami II i IV, co dowodzi, że rodzaj ten nie należy do rodziny Ornithomimidae, gdyż cecha ta jest jej synapomorfią. Buffetaut i współpracownicy interpretują Kinnareemimus jako takson siostrzany dla Ornithomimidae, zajmujący na drzewie filogenetycznym pozycję pośrednią pomiędzy garudimimem a archeornitomimem. Odkrycie Kinnareemimus sugeruje, że zaawansowane ornitomimozaury mogły wyewoluować w Azji.
Szczątki Kinnareemimus odkryto w formacji Sao Khua w Tajlandii. Wiek tej formacji nie został dokładnie ustalony, jest ona jednak starsza niż apt. Buffetaur i Sutetthorn (1999) sugerowali, że jej osady mogą pochodzić z walanżynu–hoterywu, jednak Buffetaut i in. (2009) nie wykluczyli, że są młodsze i pochodzą z barremu. W formacji tej odnaleziono również szczątki zauropoda Phuwiangosaurus oraz teropodów Siamotyrannus i ornitomimozaura, który został formalnie opisany jako nowy gatunek w 2009 roku przez Buffetauta i współpracowników. Holotypem jest niekompletna trzecia kość lewego śródstopia (PW5A-100). Nazwa rodzajowa Kinnareemimus pochodzi od Kinnaree – istoty z mitologii tajskiej, mającego ciało kobiety i nogi ptaka – co odnosi się do ptasiej stopy ornitomimozaura, przypominającej ptasią stopę. Nazwa gatunkowa gatunku typowego, khonkaensis, pochodzi od prowincji Khon Kaen, w której odnaleziono holotyp. Kinnareemimus żył w tym samym czasie lub jest nieco starszy od najbardziej bazalnych znanych ornitomimozaurów: Pelecanimimus i Shenzhousaurus. Jest też starszy od Timimus – domniemanego ornitomimozaura z Australii.